# Hyalopeziza nectrioides
Hyalopeziza nectrioides är en svampart som först beskrevs av Rehm, och fick sitt nu gällande namn av Raschle 1977. Hyalopeziza nectrioides ingår i släktet Hyalopeziza och familjen Hyaloscyphaceae.   Inga underarter finns listade i Catalogue of Life.